# Günther von Krappfeld
Günther von Krappfeld († 16. Juni 1090) war der erste Bischof von Gurk.
Günther von Krappfeld war ein gebürtiger Kärntner und entstammte dem Geschlecht der Edlen von Krappfeld. Jener Heimo von Krappfeld, der die Kirche St. Martin auf dem Krappfeld – ursprünglich ein Holzbau – errichten ließ, war vermutlich sein Vater.
Günther von Krappfeld wurde durch den Salzburger Erzbischof Gebhard zum ersten Bischof von Gurk geweiht. Die Zuteilung einer eigenen Diözese wurde im Privileg König Heinrichs IV. vorgesehen, Erzbischof Gebhard hatte dies jedoch nie durchgeführt, obwohl er durch Papst Gregor VII. dazu ausdrücklich ermahnt wurde. Gebhard fürchtete, dass der Gurker Bischof dadurch zu mächtig werden würde. Erst seinem zweiten Nachfolger Hiltebold wurde 1131 eine eigene Diözese zugeteilt. Da dies durch päpstlichen Entscheid jedoch de jure bereits im Jahr 1072 erfolgte, werden bereits Bischof Günther und sein Nachfolger als "Bischof von Gurk" und nicht "in Gurk" bezeichnet.
Am 29. September 1074 nahm er bereits als Bischof bei der Einweihung des Stiftes Admont teil. Er ließ die Eigenkirche der Edlen von Krappfeld, die er geerbt hatte, in Stein wieder aufbauen und weihte sie am 4. Juli 1075.
Bischof Günther regierte 18 Jahre lang und überlebte Erzbischof Gebhard, aus dessen Hand er die Weihe empfing, um genau zwei Jahre. Bischof Günther wurde angeblich in dem von seinem dritten Nachfolger erbauten Gurker Dom beigesetzt. Die Grabstätte kann jedoch nicht nachgewiesen werden.